# کیوهی نوبوریزاتو
کیوهی نوبوریزاتو (انگلیسی: Kyohei Noborizato؛ زادهٔ ۱۳ نوامبر ۱۹۹۰) بازیکن فوتبال اهل ژاپن است.
از باشگاه‌هایی که در آن بازی کرده‌است می‌توان به باشگاه فوتبال کاوازاکی فرونتال اشاره کرد.